# Typhula thaxteri
Typhula thaxteri är en svampart som först beskrevs av Edward Angus Burt, och fick sitt nu gällande namn av Berthier 1974. Typhula thaxteri ingår i släktet Typhula och familjen trådklubbor.   Inga underarter finns listade i Catalogue of Life.